# Diospyros hartmanniana
Diospyros hartmanniana là một loài thực vật có hoa trong họ Thị. Loài này được S.Knapp mô tả khoa học đầu tiên năm 1997.